# Fáklya Csaba
Fáklya Csaba (Budapest, 1944. április 2. –) magyar orvos, politikus, országgyűlési képviselő.

## Életpályája

### Iskolái
1963–1969 között a Budapesti Orvostudományi Egyetem hallgatója volt. 1989-ben elvégezte az Orvostovábbképző Egyetemet (OTE).

### Pályafutása
1969–1972 között Kazincbarcikán bányaüzemi körzeti orvosként praktizált. 1972–1975 között Nagylókon, 1975-től Dégen volt körzeti orvos. 1982–1990 között ügyvezető körzeti főorvos, egyben 1990-ig a dégi Állami Gondozott Nevelőotthon orvosa volt.

### Politikai pályafutása
1989-től az SZDSZ tagja; a dégi csoport ügyvivője, az országos tanács volt tagja. 1990–1994 között országgyűlési képviselő (Fejér megye) volt. 1990–1994 között a Szociális, családvédelmi és egészségügyi bizottság tagja volt. 1994-ben és 1998-ban országgyűlési képviselőjelölt volt. 1994–1998 között a Fejér Megyei Közgyűlés tagja volt. 1998-tól dégi önkormányzati képviselő és alpolgármester.

## Családja
Szülei: Fáklya Endre és Pásti Margit voltak. 1966-ban házasságot kötött Abonyi Tóth Erzsébettel. Három gyermekük született: Erzsébet (1967), Csaba (1969) és Endre (1970).